# 島根縣議會
島根縣議會（日语：／ Shimaneken Gikai）是日本島根縣的立法機關。

## 職責
都道府縣議會依法享有多項權力，在審議和決定都道府縣行政重要事項方面發揮著重要作用。
縣議會的主要職能是：
1.投票
　都道府縣的重要事項，例如法令的製定、修改、廢止、預算的決定、決算的批准、大額合同的簽訂等，都必須經過都道府縣議會的批准。
2.選舉
　除主席和副主席外，還選舉選舉管理委員會成員。
3.同意
　知事選舉或任命副知事、知事、監事、教育委員、公安委員、人事委員等都道府縣的重要職務時，必須徵得立法機關的同意。
4.調查/檢查
　必要時聽取有關方面的說明和意見等，對事務工作的內容進行調查和檢查，以了解縣務工作是否按照議會的決定進行。
五、意見和決議的提交
　就有利於縣民的事項向國會和相關行政機構提出意見，並作出決議，闡明議會對國家和縣政府問題的意圖。
6.請願書審查
　對提交給議會的請願書和請願書進行審查，在認為適合縣政府和市民的情況下予以採納，並努力在縣政府中反映出來。

## 事件
2005年，該議會正式通過設立竹島之日的法例。